# Himmelsstrahler

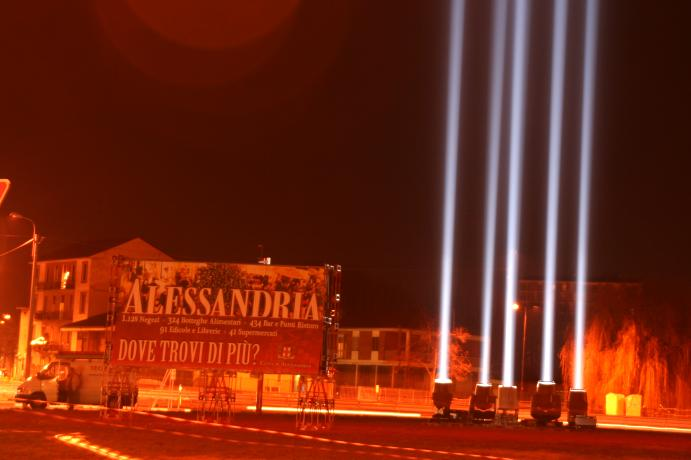
Himmelsstrahler in Alessandria (Italien)

Ein Himmelsstrahler, Himmelsscheinwerfer oder scheinanglizistisch Skybeamer (bzw. Skytracker) ist ein besonders starker Projektionsscheinwerfer, der meist zu Werbezwecken, z. B. von Diskotheken, betrieben wird. Das Licht wird dabei nach oben in den Nachthimmel abgestrahlt, mitunter als besonders auffällige, rotierende Bündel von Lichtstrahlen. Die Wirkung kommt durch Streuung des Lichtes an Dunst und Wolken zustande.
Das Licht von Himmelsstrahlern kann oft bis zu 30 km weit beobachtet werden. Die Himmelsstrahler werden meist mit elektrischen Leistungen von 1200 bis 10.000 Watt angeboten. Zum Einsatz kommen meist Xenon-Kurzbogenlampen (ab 4000 Watt) oder Halogen-Metalldampflampen (bis 4000 Watt).

## Geschichte

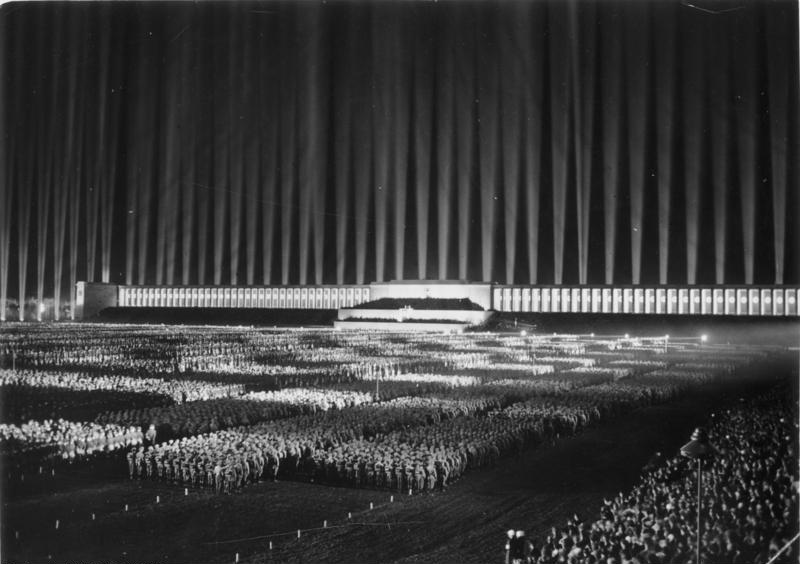
„Lichtdom“, Reichsparteitag 1936

Himmelsstrahler sind keine neue Erfindung. Bereits in den 1930er Jahren ließ Albert Speer bei Großveranstaltungen der NSDAP den Nachthimmel mit über 100 Flakscheinwerfern (Bogenlampen) erhellen. Die Gesamtheit aller Lichtsäulen nennt man auch Lichtdom.

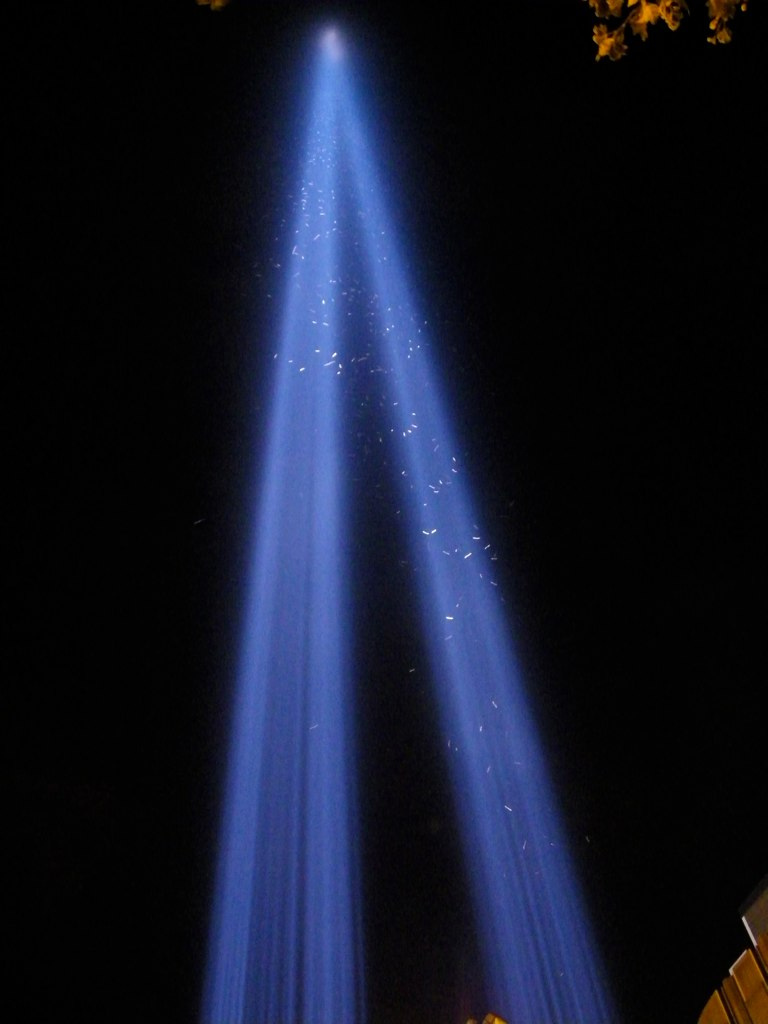
Vögel, die von der 9/11-Gedenkstätte angezogen werden und durch Kollisionen in Lebensgefahr geraten

Die scheibenartigen Reflexionen des Lichtes an Wolkenunterseiten wurden schon von zahlreichen Menschen für UFOs gehalten, was in Einzelfällen zu Polizeieinsätzen führte.
Eine dauerhafte Installation mit Lasern ist Laserscape Kassel.
Der Stuttgarter Fernsehturm ist mit einer Xenon-Rundumleuchte ausgestattet, die der Befeuerung (Luftfahrt) dient. Dies ist der einzige verbliebene Anwendungsfall für weiße rotierende Lichter als Hindernisbefeuerung für die Luftfahrt in Deutschland.

## Kritik
Himmelsstrahler sind umstritten, weil sie zur Lichtverschmutzung beitragen – durch ihren Einsatz werden die Beobachtungsmöglichkeiten von Sternwarten stark eingeschränkt. Lebewesen wie Zugvögel und nachtaktive Insekten werden stark beeinträchtigt: In der Vergangenheit, als solche Lichter regelmäßig auf Flughäfen eingesetzt wurden, wurden manchmal Zehntausende von Vögeln in einer einzigen Nacht getötet. Verkehrsteilnehmer können von dem Licht abgelenkt werden. Die Geräte werden manchmal ohne die dafür erforderliche baurechtliche Genehmigung betrieben. Der Protest von Amateurastronomen und Naturschützern hat dazu geführt, dass der Betrieb mehrerer Himmelsstrahler in Deutschland behördlich untersagt wurde. Hierzu existieren mehrere Gerichtsurteile. In Bayern sind Himmelsstrahler seit dem 1. August 2019 nicht mehr zulässig.
Am 24. Februar 2022 veröffentlichte die Bundesregierung neue Regelungen zum Aktionsprogramm Insektenschutz, welche ab 1. März in Kraft traten. Demnach sind in ausgewiesenen Naturschutzgebieten künftig leuchtende Werbeanlagen grundsätzlich verboten. Der Betrieb von Himmelsstrahlern wird beschränkt und Insektenfallen durch künstliche Lichtquellen verboten.